# معرض الترفيه الإلكتروني 2016
معرض الترفيه الإلكتروني 2016 (بالإنجليزية: Electronic Entertainment Expo 2016)‏ ويختصار بE3 2016 هو المعرض الثاني والعشرون من معارض الترفيه الإلكتروني وسوف يعقد في 14 يونيو 2016 إلى 16 يونيو.

## مؤتمرات صحفية

### إلكترونيك آرتس
سوف تعقد الكترونيك ارتيس مؤتمرها الصحفي في 12 يونيو الساعة 1:00 مساء.

### بيثيسدا سوفت
سوف تعقد موتمرها في 12 يونيو في 07:00.

### مايكروسوفت
سوف تعقد موتمرها الصحفي في 13 يونيو في 09:30.

## قائمة من الألعاب التي عرضت
هذه قائمة العناوين البارزة التي ظهرت في معرض الترفيه الإلكتروني 2016.
| تو كي جيمز - باتلبورن (PC / PS4 / Xbox One) - سيفيليزيشن 6 (PC) - Civilization Revolution 2 Plus (Vita) - مافيا III (PC / PS4 / Xbox One) - دبليو دبليو إي تو كي 17 (PS3 / PS4 / Xbox 360 / Xbox One) 505 جيمز - أبزو (PC / PS4) - اسيتو كورسا (PS4 / Xbox One) - Portal Knights (PC) - Prominence Poker (PC) - روكيت ليغ (PC / PS4 / Xbox One) أكتيفجن بليزارد - كول أوف ديوتي: انفنتي وورفير (PC / PS4 / Xbox One) - كول أوف ديوتي: انفنتي وورفير (PC / PS4 / Xbox One) - Destiny: Rise of Iron (PS4 / Xbox One) - سكيلاندرز: سبايروز أدفانتشر (TBA) مايكرويد - Moto Racer 4 (PC / PS4 / Xbox One) - سايبريا III (PC / PS4 / Xbox One) - Yesterday Origins (PC / PS4 / Xbox One) بانداي نامكو إنترتينمنت - تيكن 7 (PC / PS4 / Xbox One) بيثيسدا سوفت ووركس - ديسونرد 2 (PC / PS4 / Xbox One) - دوم (لعبة فيديو 2016) (PC / PS4 / Xbox One) - ذا إيلدر سكرولز: ليجندز (PC / iOS / Android) - مخطوطات الشيخ أونلاين (PC / PS4 / Xbox One) - ذا إلدر سكرولز: سكايريم (PC / PS4 / Xbox One) - فول أوت 4 (PC / PS4 / Xbox One / HTC Vive) - ملجأ للطوارئ (PC / iOS / Android) - براي (لعبة فيديو 2017) (PC / PS4 / Xbox One) - كواك تشامبيونز (PC) بيغ بن انتراكتيف - WRC 6 (PC / PS4 / Xbox One) كابكوم - مانستر هانتر جينريشن (3DS) - Resident Evil VII (PC / PS4 / PSVR / Xbox One) سي دي بروجكت - غوينت : بطائق ذا ويتشر (PC / PS4 / Xbox One) Chucklefish Games - ستارديو فالي (PC / PS4 / Wii U / Xbox One) كودماسترز - إف 1 2016 (PC / PS4 / Xbox One) Compulsion Games - وي هابي فيو (PC / Xbox One) ديب سيلفر - أغنتس أف مايهام (PC / PS4 / Xbox One) ديفوليفر ديجيتال - Absolver (PC / PS4 / Xbox One) - Eitr (PC / PS4) - Mother Russia Bleeds (PC / PS4) - Shadow Warrior 2 (PC / PS4 / Xbox One) إلكترونيك آرتس - باتلفيلد 1 (PC / PS4 / Xbox One) - إلكترونيك آرتس (PC / PS4 / Xbox One) - فيفا 17 (PC / PS3 / PS4 / Xbox 360 / Xbox One) - مادن إن إف إل 17 (PS3 / PS4 / Xbox 360 / Xbox One) - ماس إفكت: أندروميدا (PC / PS4 / Xbox One) - إن إتش إل 17 (PS4 / Xbox One) - تيتانفال 2 (PC / PS4 / Xbox One) | فوكس هوم انتراكتيف - Farming Simulator 17 (PC / PS4 / Xbox One) - Mordheim: City of the Damned (PC / Xbox One) - Shiness: The Lightning Kingdom (TBA) - Space Hulk: Deathwing (PC / PS4 / Xbox One) - The Surge (PC / PS4 / Xbox One) - Styx: Shards of Darkness (PC / PS4 / Xbox One) - The Technomancer (PC / PS4 / Xbox One) - فامباير (لعبة فيديو) (PC / PS4 / Xbox One) كوي تيكمو - هجوم العمالقة (PC / PS3 / PS4 / Vita / Xbox One) - نيوه (لعبة فيديو) (PS4) - Untitled كوي تيكمو project كونامي - Pro Evolution Soccer 2017 (PC / PS4 / Xbox One) مارفيليوس يو إس آيه - Akiba's Beat (PS4 / Vita) - كوربس بارتي (3DS) - Exile's End (PS4 / Wii U / Vita) - Fate/EXTELLA: The Umbral Star (PS4 / Vita) - The Legend of Heroes: Trails of Cold Steel II (PS3 / Vita) - Shantae: Half-Genie Hero (PC / PS3 / PS4 / Vita / Wii U / Xbox 360 / Xbox One) - هارفست مون (3DS) - Touhou: Scarlet Curiosity (PS4) مايكروسوفت ستوديوز - Dead Rising 4 (PC / Xbox One) - فورزا هورايزون 3 (PC / Xbox One) - جيرز أوف وور 4 (PC / Xbox One) - هالو وارز 2 (PC / Xbox One) - إنسايد (PC / Xbox One) - Killer Instinct (PC / Xbox One) - ماين كرافت (iOS / Android / PC) - ريكور (PC / Xbox One) - سكيالباوند (PC / Xbox One) - بحر اللصوص (PC / Xbox One) - ستيت أف ديكاي (PC / Xbox One) ناتسومي - Harvest Moon: Skytree Village (3DS) - River City: Tokyo Rumble (3DS) - Wild Guns: Reloaded (PS4) نينتندو - مسعى التنين 7 (3DS) - ذا ليجند أوف زيلدا (لعبة فيديو 2016) (Wii U) - بوكيمون غو (iOS / Android) - بوكيمون سن و مون (3DS) - Tokyo Mirage Sessions ♯FE (Wii U) Nordic Games - Battle Chasers: Nightwar (PC / PS4 / Xbox One) - ELEX (PC / PS4 / Xbox One) - The Guild 3 (PC) - SpellForce 3 (PC) سيجا - 7th Dragon III Code: VFD (3DS) - بيرسونا 5 (PS3 / PS4) - سونيك بوم: فاير أند آيس (3DS) - Warhammer 40,000: Dawn of War III (PC) - ريو غا غوتوكو 0 (PS4) | سوني إنتراكتيف إنترتينمنت - Arkham (PSVR) - كراش بانديكوت (لعبة فيديو) (PS4) - كراش بانديكوت 2: كورتكس سترايكس باك (PS4) - كراش بانديكوت 3: واربد (PS4) - دايس غوني (PS4) - كوجيما برودكشنز (PS4) - ديترويت: بيكم هيومن (PS4) - Farpoint (PSVR) - God of War (PS4) - جران توريزمو سبورت (PS4) - Gravity Rush 2 (PS4) - هوريزون زيرو داون (PS4) - ذا لاست غارديان (PS4) - Spider-Man (PS4) - Star Wars Battlefront: X-Wing VR Missions (PSVR) سكوير إنكس - Black the Fall (PC) - ديوس إكس غو (iOS / Android) - ديوس إكس: مانكايند دفايدد (PC / PS4 / Xbox One) - فاينل فانتازي XII (PS4) - فاينل فانتازي XIV: أ ريلم ريبورن (PC / PS3 / PS4) - فاينل فانتازي XV (PS4 / PSVR / Xbox One) - Final Fantasy: Brave Exvius (iOS / Android) - هيتمان (لعبة فيديو 2016) (PC / PS4 / Xbox One) - I Am Setsuna (PC / PS4 / Vita) - جست كوز 3 (PC / PS4 / Xbox One) - كينغدوم هارتس إتش دي 2.8 فاينل شابتر برولوغ (PS4) - ستار أوشن: إنتيغريتي أند فايثليسنيس (PS3 / PS4) - The Turing Test (PC) - Valentino Rossi: The Game (PC / PS4 / Xbox One) - World of Final Fantasy (PS4 / Vita) تيم17 - Overcooked (PC) - Strength of the Sword Ultimate (PC / PS4 / Vita / Wii U / Xbox One) - Worms WMD (PC / PS4 / Xbox One) - يوكا-لايلي (PC / PS4 / Wii U / Xbox One) تلتيل جيمز - باتمان: ذا تلتيل سيريس (TBA) - ذا والكينغ ديد (سلسلة ألعاب فيديو) (TBA) يوبي سوفت - Eagle Flight (Oculus Rift) - فور أونور (PC / PS4 / Xbox One) - جاست دانس 2017 (NX / PC / PS3 / PS4 / Wii / Wii U / Xbox 360 / Xbox One) - ساوث بارك: ذا فراكشرد بت وايل (PC / PS4 / Xbox One) - Star Trek: Bridge Crew (Oculus Rift) - توم كلانسيز ذا ديفيجن (PC / PS4 / Xbox One) - توم كلانسز جوست ريكون ويلدلاندز (PC / PS4 / Xbox One) - واتش دوغز 2 (PC / PS4 / Xbox One) وارنر برذرز إنترآكتيف إنترتيمنت - إنجاستس: غودز أمونغ أص (PS4 / Xbox One) - ليغو ديمينسيونس (PS3 / PS4 / Wii U / Xbox 360 / Xbox One) |